# ラオ博士の7つの顔
『ラオ博士の7つの顔』（7 Faces of Dr. Lao ）は、1964年に公開された特撮ファンタジー映画。

## 概要
本作は、チャールズ・G・フィニーのファンタジー小説『ラーオ博士のサーカス』（原題：The Circus of Dr. Lao）を原作としており、『タイム・マシン 80万年後の世界へ』や『宇宙戦争』などのSF映画の監督として知られるジョージ・パルがメガホンをとっている。また主役を演じたトニー・ランドールは、ラオ博士の他に特殊メイクを施して7役を演じた。そのメイクアップを担当したメイクアップ・アーティストのウィリアム・J・タトルはアカデミー賞を受賞したほか、同年度の特殊効果の部門でも同賞にノミネートされた。尚、劇中に登場する雪男やメデューサ、ネッシーなど様々なキャラクターを表現するために特殊メイクを始め、ストップモーション・アニメーションなどが駆使されている。

## あらすじ
アメリカ西部の小さな田舎町。その町は水道設備が老朽化したことにより財政的に厳しい状況に置かれており、さらには将来的に鉄道が通ることを期待した不動産業を営む資産家のスターク（アーサー・オコンネル）が町ごと買い占めると申し出たことで、住民の間では賛否が分かれて議論されている真っ只中だった。そんなある日、その町にラオ博士と名乗る中国人（トニー・ランドール）のサーカス一座がやって来る。一座は空き地に巨大なテントを設営し、いざサーカスの興業日。早速広告を見たその町の住人たちが詰めかけ、サーカスは大盛況で幕を開けた。観客たちは、ラオ博士が披露する手品や出し物に沸く一方で、見世物小屋の不思議な生き物たちに翻弄されることになる。

## キャスト・スタッフ

### キャスト
- ラオ博士、雪男、メデューサ、魔術師マーリン、パン - トニー・ランドール
- アンジェラ・ベネディクト - バーバラ・イーデン
- クリント・スターク - アーサー・オコンネル
- エド - ジョン・エリクソン
- マイク - ケヴィン・テイト
- サム - ノア・ビアリー・Jr
- ケイシー - ロイヤル・ダノ
- カッサン夫人 - リー・パトリック
- リンドクイスト夫人 - ミネルヴァ・ウレカル

### スタッフ
- 監督：ジョージ・パル
- 原作：チャールズ・G・フィニー『ラーオ博士のサーカス（英語版）』より
- 脚本：チャールズ・ボーモント、ベン・ヘクト
- 音楽：リー・ハーライン
- 撮影：ロバート・J・ブロナー
- 編集：ジョージ・トマシーニ
- 特殊メイク：ウィリアム・J・タトル
- 特撮：ジム・ダンフォース